# Mlajtinci
Mlajtinci (mađarski: Kismálnás) je naselje u slovenskoj Općini Moravskim Toplicama. Mlajtinci se nalazi u pokrajini Prekomurju i statističkoj regiji Pomurju. 

## Stanovništvo
Prema popisu stanovništva iz 2002. godine naselje je imalo 188 stanovnika.